# Dmitry Stotsky
Dmitry Valeryevich Stotsky (tiếng Nga: Дми́трий Вале́рьевич Сто́цкий; sinh ngày 1 tháng 12 năm 1989) là một cầu thủ bóng đá người Nga. Hiện tại anh thi đấu ở vị trí tiền vệ tấn công hay tiền vệ phải cho F.K. Krasnodar.

## Sự nghiệp câu lạc bộ
Vào ngày 15 tháng 5 năm 2018, anh chuyển từ F.K. Ufa đến F.K. Krasnodar, ký một bản hợp đồng 4 năm.

## Thống kê sự nghiệp

### Câu lạc bộ
Tính đến trận đấu diễn ra ngày 13 tháng 5 năm 2018
| Câu lạc bộ             | Mùa giải            | Giải vô địch                | Giải vô địch | Giải vô địch | Cúp     | Cúp       | Châu lục | Châu lục  | Tổng cộng | Tổng cộng |
| Câu lạc bộ             | Mùa giải            | Hạng đấu                    | Số trận      | Bàn thắng    | Số trận | Bàn thắng | Số trận  | Bàn thắng | Số trận   | Bàn thắng |
| ---------------------- | ------------------- | --------------------------- | ------------ | ------------ | ------- | --------- | -------- | --------- | --------- | --------- |
| FC Baltika Kaliningrad | 2009                | FNL                         | 1            | 0            | 0       | 0         | –        | –         | 1         | 0         |
| FC Baltika Kaliningrad | 2010                | FNL                         | 9            | 0            | 0       | 0         | –        | –         | 9         | 0         |
| FC Baltika Kaliningrad | 2011–12             | FNL                         | 30           | 4            | 1       | 0         | –        | –         | 31        | 4         |
| FC Baltika Kaliningrad | 2012–13             | FNL                         | 30           | 1            | 2       | 0         | –        | –         | 32        | 1         |
| FC Baltika Kaliningrad | 2013–14             | FNL                         | 33           | 2            | 1       | 1         | –        | –         | 34        | 3         |
| FC Baltika Kaliningrad | 2014–15             | FNL                         | 20           | 1            | 2       | 1         | –        | –         | 22        | 2         |
| FC Baltika Kaliningrad | Tổng cộng           | Tổng cộng                   | 123          | 8            | 6       | 2         | 0        | 0         | 129       | 10        |
| FC Klaipėda (mượn)     | 2010                | A Lyga                      | 13           | 1            | 0       | 0         | –        | –         | 13        | 1         |
| F.K. Ufa               | 2014–15             | Giải bóng đá ngoại hạng Nga | 10           | 2            | –       | –         | –        | –         | 10        | 2         |
| F.K. Ufa               | 2015–16             | Giải bóng đá ngoại hạng Nga | 30           | 2            | 1       | 0         | –        | –         | 31        | 2         |
| F.K. Ufa               | 2016–17             | Giải bóng đá ngoại hạng Nga | 29           | 3            | 3       | 0         | –        | –         | 32        | 3         |
| F.K. Ufa               | 2017–18             | Giải bóng đá ngoại hạng Nga | 28           | 3            | 1       | 0         | –        | –         | 29        | 3         |
| F.K. Ufa               | Tổng cộng           | Tổng cộng                   | 97           | 10           | 5       | 0         | 0        | 0         | 102       | 10        |
| Tổng cộng sự nghiệp    | Tổng cộng sự nghiệp | Tổng cộng sự nghiệp         | 233          | 19           | 11      | 2         | 0        | 0         | 244       | 21        |